# O Libertino (1973)
O Libertino é um filme brasileiro do gênero comédia, dirigido por Victor Lima e estrelado pelo humorista Costinha. Produção de  1973  filme teve seu lançamento adiado em dois anos por ter sido vetado pela Censura Federal. Finalmente, foi liberado, com cortes, e lançado em 1978.  

## Sinopse
O Comendador Emanuel é um senhor que dedica sua vida a combater a pornografia. Passando por dificuldades financeiras, ele se vê obrigado a alugar sua casa a um colégio de moças. Com o tempo ele vai descobrir que e colégio é, na verdade, um bordel.

## Elenco
- Costinha ... Comendador Emanoel
- Fernando José ... Alceu
- Lícia Magna ... Virginia

Participação especial
- Átila Iório ... Mascarenhas
- Amândio... Otto Kraut